# Keski-Naavanen
Keski-Naavanen är en ö  i Finland. Den ligger i sjön Suontee och i kommunen Joutsa i den ekonomiska regionen  Joutsa  och landskapet Mellersta Finland, i den södra delen av landet, 190 km nordost om huvudstaden Helsingfors. Öns area är 3,9 hektar och dess största längd är 380 meter i nord-sydlig riktning.